# Philodicus ponticus
Philodicus ponticus là một loài ruồi trong họ Asilidae. Philodicus ponticus được Bigot miêu tả năm 1880.